# Jean Bucher-Guyer
Jean Bucher-Guyer (* 31. Januar 1875 in Niederweningen; † 12. Oktober 1961 ebenda) war ein Schweizer Unternehmer, Maschinenbauer und Pionier der landwirtschaftlichen Mechanisierung. Er führte die Firma Bucher von einer regionalen Maschinenwerkstatt zu einem international tätigen Unternehmen für Erntemaschinen, Pumpen und hydraulische Pressen.

## Herkunft und Ausbildung
Jean Bucher wurde als Sohn von Johann Bucher-Manz und Katharina Manz in Niederweningen geboren. Sein Vater führte die mechanische Werkstätte Bucher, die sich auf landwirtschaftliche Maschinen spezialisiert hatte. Jean Bucher besuchte die Primarschule in Niederweningen und die Bezirksschule in Baden. 1890 begann er eine Lehre als Dreher im Familienbetrieb. Anschliessend absolvierte er Praktika bei BBC in Baden und Rieter in Konstanz und besuchte kurzzeitig das Technikum Winterthur. Nach Abschluss seiner Ausbildung kehrte er in den elterlichen Betrieb zurück.

## Weiterentwicklung der Obst- und Traubenpressen
1904 übernahm Jean Bucher die Leitung des Unternehmens von seinem Vater und fokussierte sich zunächst auf die Weiterentwicklung der Obst- und Traubenpressen, die sein Vater eingeführt hatte. Die Pressen waren bereits für ihre Effizienz bekannt, doch Jean Bucher erkannte, dass durch den Einsatz neuer Materialien und verbesserter Mechanismen eine noch höhere Saftausbeute erzielt werden konnte. Er optimierte die Konstruktion der Spindelpressen und entwickelte leistungsfähigere hydraulische Modelle, die eine gleichmässigere Druckverteilung ermöglichten. Besonders erfolgreich war die Mostfritz-Presse, die sich rasch auf dem Markt etablierte und neue Massstäbe in der Verarbeitung von Obst setzte. Die neuen Pressen waren robuster, einfacher zu bedienen und konnten in grösseren Mengen produziert werden, wodurch die Effizienz der landwirtschaftlichen Betriebe erheblich gesteigert wurde.

## Technologische Führung im Bereich hydraulischer Pressen
Parallel zum wachsenden Maschinenhandel wurde Bucher in den 1910er und 1920er Jahren zum technologischen Vorreiter im Bereich hydraulischer Pressen. Durch den Einsatz neuer Materialien und verbesserter Hydrauliksysteme konnte er Pressen mit höherem Druck und besserer Bedienbarkeit herstellen. Diese Innovationen steigerten die Effizienz der landwirtschaftlichen Verarbeitung und verhalfen dem Unternehmen zu einer führenden Position auf dem Schweizer Markt. Gleichzeitig investierte Bucher in die Weiterentwicklung der Fertigungsprozesse und standardisierte viele Produktionsschritte, was die Qualität der Maschinen verbesserte und deren Wartung erleichterte.

## Spezialisierung auf Zentrifugalpumpen und Jaucheverschlauchung
In den 1920er Jahren verlagerte Bucher seinen Schwerpunkt zunehmend auf die Produktion von Zentrifugalpumpen und Jaucheverschlauchungssystemen. Die Zentrifugalpumpe Luna wurde schnell bekannt und in der Landwirtschaft vielfach eingesetzt. Diese Pumpen boten eine effizientere Lösung für die Bewässerung und das Abpumpen von Flüssigkeiten, wodurch landwirtschaftliche Prozesse weiter mechanisiert wurden. Gleichzeitig entwickelte er Systeme zur Jaucheverschlauchung, die es ermöglichten, flüssigen Dünger effizienter zu verteilen. Die verbesserte Handhabung von Jauche erlaubte es Landwirten, ihre Felder gleichmässiger und ressourcenschonender zu düngen, was sich positiv auf die Bodenqualität auswirkte.

## Entwicklung der motorisierten Gespannmähmaschine
1934 brachte Bucher eine bedeutende Innovation auf den Markt: Er stattete handelsübliche Gespannmähmaschinen mit einem Aufbaumotor aus. Dies ermöglichte es, dass auch Betriebe mit nur einem Zugtier die Maschinen nutzen konnten. Diese Entwicklung erleichterte vielen kleineren Landwirten den Zugang zur Mechanisierung und steigerte die Effizienz der Heuernte erheblich. Die Gespannmähmaschinen mit Aufbaumotor waren nicht nur wirtschaftlicher, sondern auch leistungsfähiger, da sie unabhängig von der Kraft des Zugtiers operieren konnten.

## Zusammenarbeit mit Fahr und Expansion
Ein wichtiger Bestandteil von Buchers Strategie war die enge Zusammenarbeit mit der deutschen Firma Fahr aus Gottmadingen. Anfangs importierte Bucher Maschinen von Fahr, später entwickelte er auf dieser Basis eigene Modelle, die speziell auf die Bedürfnisse der Schweizer Landwirtschaft zugeschnitten waren. Diese Kooperation führte zur Einführung neuer Mähmaschinen und anderer Erntetechniken, die zur Marktstärkung von Bucher beitrugen. Bucher profitierte von Fahrs technologischer Expertise, während Fahr Zugang zu neuen Märkten erhielt. Die Zusammenarbeit ermöglichte eine schnellere Entwicklung neuer Produkte und den Zugang zu modernsten Technologien der Landmaschinentechnik.

## Späte Jahre und Rückzug
In den 1930er Jahren begann sich Jean Bucher aus der aktiven Unternehmensführung zurückzuziehen. 1935 trat sein Schwiegersohn Walter Hauser ins Unternehmen ein und übernahm zunehmend Verantwortung. 1951 zog sich Jean Bucher offiziell aus der Unternehmensleitung zurück. Neben seiner unternehmerischen Tätigkeit engagierte er sich in der Gemeindepolitik von Niederweningen und wurde 1955 zum Ehrenbürger ernannt. Er verstarb am 12. Oktober 1961 in Niederweningen.